# Генріх Петерсен (морський офіцер)
Генріх Петерсен (нім. Heinrich Petersen; 3 листопада 1902, Гамбург — 6 червня 1963, Кіль) — німецький офіцер-підводник, оберлейтенант-цур-зее резерву крігсмаріне. Кавалер Лицарського хреста Залізного хреста.

## Біографія
1 вересня 1919 року вступив у рейхсмаріне. До жовтня 1923 року служив у береговій обороні, потім — на кораблях. 3 вересня 1931 вийшов у відставку. 1 січня 1935 року повернувся на флот, служив на торпедному катері. В жовтні 1937 року призначений штурманом підводного човна U-23, який в тому ж місяці очолив Отто Кречмер. На U-23 взяв участь у 8 бойових походах (94 дні в морі). 
У квітні 1940 року разом з Кречмером переведений на U-99, на якому взяв участь у ще 8 походах (119 днів). 17 березня 1941 року човен був серйозно пошкоджений глибинними бомбами британського есмінця «Волкер» і затоплений командою. 3 членів екіпажу загинули, решта 40, включаючи Петерсена, потрапили в полон. 
Спочатку утримувався в Британії, потім переведений в Канаду. 24 червня 1947 року звільнений і повернувся в Німеччину.

## Звання
- Оберматрос (1 жовтня 1922)
- Матрос-єфрейтор (1 жовтня 1923)
- Матрос-оберєфрейтор (1 січня 1926)
- Штурман-мат (1 квітня 1926)
- Оберштурман-мат (1 квітня 1928)
- Штурман (3 вересня 1931)
- Оберштурман (1 січня 1936)
- Штабс-оберштурман (1 жовтня 1939)
- Лейтенант-цур-зее резерву (1 липня 1940)
- Оберлейтенант-цур-зее резерву (1 січня 1942)

## Нагороди
- Медаль «За вислугу років у Вермахті» 4-го і 3-го класу (12 років)
- Медаль «У пам'ять 1 жовтня 1938»
- Медаль «У пам'ять 22 березня 1939 року»
- Залізний хрест
  - 2-го класу (19 листопада 1939)
  - 1-го класу (25 лютого 1940)
- Нагрудний знак підводника (1939)
- Лицарський хрест Залізного хреста (5 листопада 1940)